# Abdelkader Horr
Abdelkader Horr (ur. 28 kwietnia 1955 roku w Algierze) - były algierski piłkarz. Grał na pozycji obrońcy.

## Kariera klubowa
Przez całą swoją karierę piłkarską Horr grał w JH Djazaïr.

## Kariera reprezentacyjna
W 1980 roku Horr zdobył z reprezentacją wicemistrzostwo Afryki, przegrywając jedynie w finale z reprezentacją Nigerii.
Z reprezentacją Algierii uczestniczył w eliminacjach Mistrzostw Świata 1982.
W 1982 roku uczestniczył w Mistrzostwach Świata. Na Mundialu był rezerwowym i nie wystąpił w żadnym spotkaniu.